# Nanda Gopa

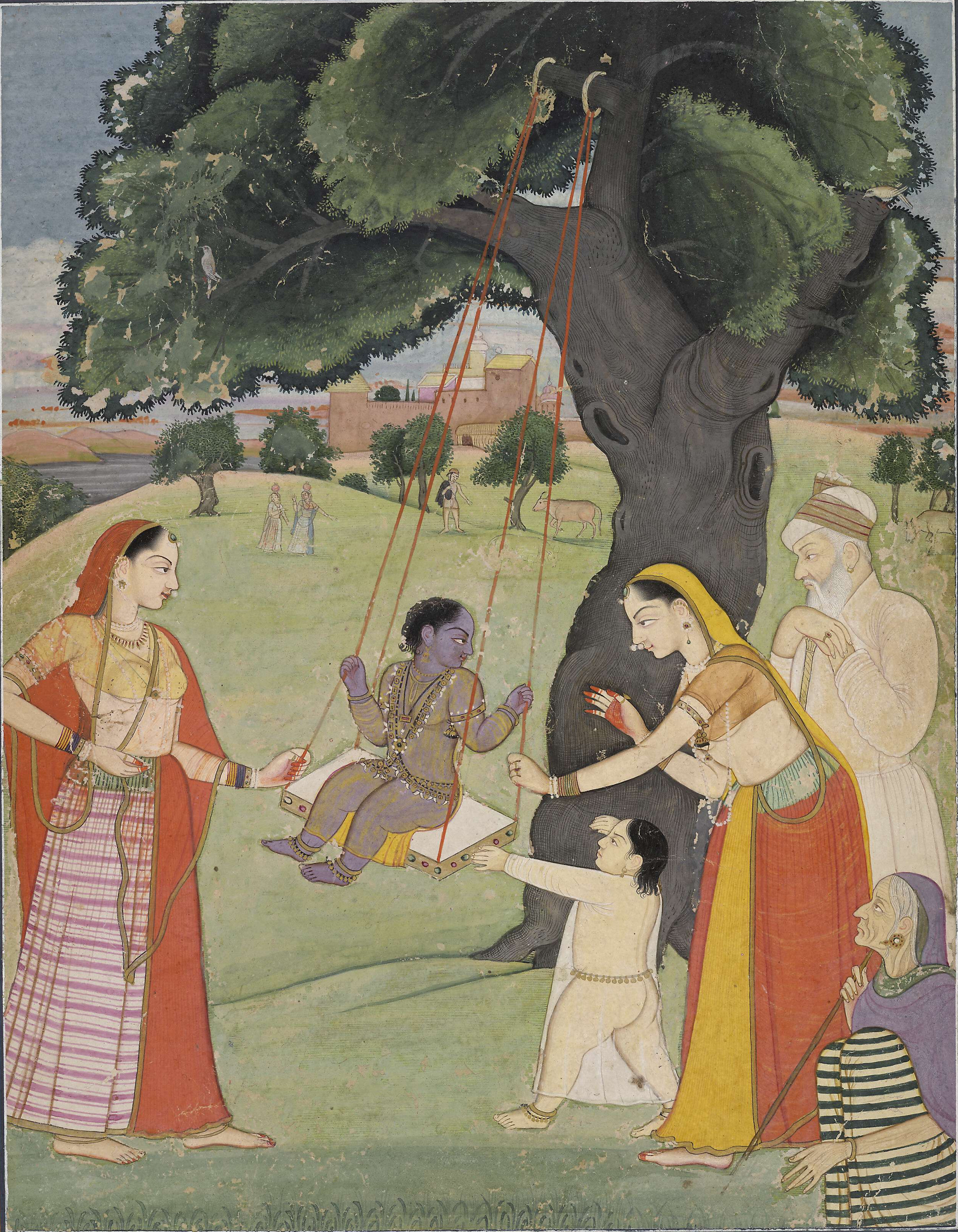
Krishna sur une balançoire. Nanda Gopa est à droite. (Peinture indienne, 1750-1760, British Museum).

Dans l'hindouisme, selon le Bhagavata Purana, Nanda Gopa est le père adoptif de Krishna, un des avatars de Vishnu.